# Justo Briceño
Justo Briceño é um município da Venezuela localizado no estado de Mérida.
A capital do município é a cidade de Torondoy.